# Vostoksjön

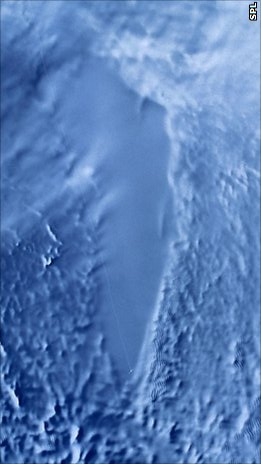
Vostoksjön, radar-satellitbild.

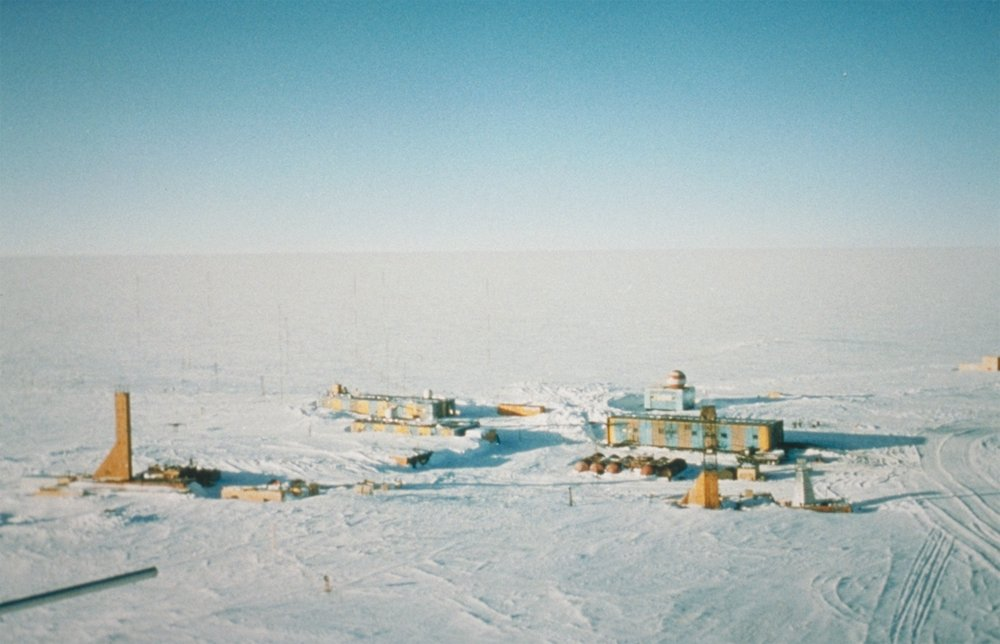
Vostok Station

Vostoksjön är den största av omkring 140 subglaciala sjöar under Antarktis is, och har varit isolerad i minst 20 miljoner år. Tidigare trodde man att sjön var helt isolerad, men det sker en viss avrinning och en viss påfyllning via avsmältning, vilket leder till att vattnet i sjön har en omsättningtid på ca 13 300 år. Sjön ligger fyra kilometer under den ryska forskningsstationen Vostok. Den är 240 kilometer lång och 50 kilometer bred. I mitten av sjön finns det en förhöjning, vilket innebär att det kan finnas två olika slags miljöer i de två delarna av sjön.
Sjöns existens anades redan genom seismografiska undersökningar som leddes av den sovjetiska geologen Andrej Kapita 1959-1964, men först vid mitten av 1990-talet kunde brittiska och ryska forskare klart belägga att den finns, och en artikel om upptäckten av sjön publicerades i tidnskriften Nature den 20 juni 1996.
Ett projekt för att utforska sjön påbörjades 2007 och kommer att hålla på i minst 10 år. I april 2005 upptäckte tyska, ryska och japanska forskare att sjön även har tidvatten. Ryska forskare, under ledning av Valerij Lukin, meddelade den 6 februari 2012 att de efter lång tids borrning hade nått sjöns övre ytnivå.
Ingen annan sjömiljö på jorden innehåller lika mycket syre. Det tros finnas liv i den i form av mikrober, och dessa antas leva med hjälp av kemosyntes. På grund av sjöns likheter med Jupiters måne Europa används den ofta som argument för liv på Europa.